# Earl Hamner, Jr.
Pour l’article homonyme, voir Hamner.
Earl Hamner, Jr. est un scénariste et producteur américain, né le 10 juillet 1923 à Schuyler, Comté de Nelson (Virginie) et mort le 24 mars 2016 à Los Angeles (Californie).

## Filmographie

### comme acteur
- 1983 : The Gift of Love: A Christmas Story (TV)

### comme scénariste
- 1997 : A Walton Easter (TV)
- 1963 : Palm Springs Weekend
- 1968 : Heidi (en) (TV)
- 1969 : Tiger, Tiger (TV)
- 1971 : The Last Generation
- 1971 : Aesop's Fables (TV)
- 1973 : Le Petit monde de Charlotte (Charlotte's Web)
- 1974 : Where the Lilies Bloom de William A. Graham
- 1978 : Lassie: A New Beginning (TV)

### comme producteur
- 1982 : A Wedding on Walton's Mountain (TV)
- 1982 : Mother's Day on Waltons Mountain (TV)
- 1982 : A Day for Thanks on Walton's Mountain (TV)
- 1993 : A Walton Thanksgiving Reunion (TV)